# 香美町立香住第一中学校
香美町立香住第一中学校（かみちょうりつ かすみだいいち ちゅうがっこう）は、兵庫県美方郡香美町香住区にある公立中学校。
略称は一中（いっちゅう）。隣接地に香美町役場及び香住区を管轄する香住学校給食センターが位置する。

## 沿革
- 1947年（昭和22年）4月1日 - 香住町他一ヶ村学校組合立香住中学校設立。余部分校を設置
- 1952年（昭和27年）9月24日 - 組合を解消、香住町立香住中学校と余部村立余部中学校となる
- 1955年（昭和30年）
  - 3月25日 - 香住町・余部村・長井村・口佐津村・奥佐津村が合併して香住町となったことに伴い、それぞれ香住町立に改称
  - 4月1日 - 香住町立香住中学校・香住町立余部中学校・香住町立長井中学校・私立柴山中学校の4中学校が統合して、香住町立香住第一中学校が設立。旧余部中学校と旧柴山中学校は分校となる
- 1958年（昭和33年）4月1日 - 柴山分校を廃止
- 1959年（昭和34年）4月18日 - 余部分校閉校式を行う
- 2005年（平成17年）4月1日 - 香住町が合併により香美町になったことに伴い香美町立に改称
- 2021年（令和3年）4月1日 - 香美町立香住第二中学校を統合

## 教育方針
- 自ら判断し、正しく行動する力を育成する。
- 自他を尊重し、互いに協力する態度を育成する。
- 集団の一員として自分の役割を果たす態度を育成する。

## 学校行事
- 4月 入学式、始業式
- 5月 2年トライやる・ウィーク、あすなろ開講式、中間考査、教育実習
- 6月 3年修学旅行、衣替え完全実施、期末考査
- 7月 期末考査、但馬中学校総合体育大会、終業式
- 8月
- 9月 始業式、体育祭
- 10月 中間考査
- 11月 文化祭、期末考査
- 12月 期末考査、終業式
- 1月 始業式、3年考査
- 2月 期末考査
- 3月 修了式

## 部活動

### 運動部
- 野球部
- 陸上競技部
- ソフトテニス部
- 女子バレーボール部
- バスケットボール部
- 男子卓球部

### 文化部
- 吹奏楽部
- 美術部

### 部活動の実績
- 男子バスケットボール部
  - 2009年度 但馬総合体育大会優勝、第58回近畿中学校総合体育大会出場
- 陸上部
  - 2010年度 第62回兵庫県中学校陸上競技大会低学年女子4×100メートルリレー優勝、近畿大会3位
  - 2011年度 
    - 第59回兵庫リレーカーニバル4位
    - 第57回中学校通信陸上競技兵庫県大会共通女子4×100メートルリレー優勝
    - 第58回兵庫県中学校通信陸上競技選手権大会共通女子4×100メートルリレー優勝

## 学校生活
校則
- 平成21年度より一部変更があり、特に規定のなかった通学靴が、体育時の運動靴へ全校生統一化された。

制服
- 男子　冬は黒色の学生服、夏は白色のカッターシャツに学生服のズボン。
- 女子　冬は紺色のセーラー服、夏は白色のセーラー服。

体操服
- 2009年度入学生より、男女共に夏は白の半袖に紺の半ズボン、冬は紺に白いラインの入った長袖・長ズボン。

その他
- 体育祭の種目には大縄跳びや応援合戦などがあり、授業時間や放課後をつかって練習するなど、熱を入れている。観客も多い。
- 文化祭は各学年の演劇や各クラスによる合唱コンクールがメイン。

## 通学区域
以下の小学校の通学区区域。香住第二中との統合により、香住区全域が校区となった。
- 香美町立香住小学校
- 香美町立柴山小学校
- 香美町立長井小学校
- 香美町立余部小学校

## 主な出身者
- 街田しおん（女優）

## 特色
- エコキャップ運動への参加を生徒会が呼び掛けている。
- 香住町民体育祭の開催場所となっている。
- 給食に毎年、地元で獲れたカニが出される。（校区内の香住港と柴山港で水揚げされる松葉ガニの量の合計は日本一。）
- 香住区中央公民館で年に1度、プロの劇団や落語家などを招いた芸術鑑賞会が行われる。

## 通学区域が隣接している学校
- 新温泉町立浜坂中学校
- 香美町立村岡中学校
- 豊岡市立竹野中学校